# Артур Целецький
Артур Кароль Целецький гербу Заремба (пол. Artur Karol Cielecki; 12 листопада 1850 — 9 листопада 1930, Краків) — польський дідич, громадський діяч, посол до Галицького сейму.

## Життєпис
Артур Целецький народився 12 листопада 1850 року.
Власник маєтків у Бучацькому та Гусятинському повітах Королівства Галичини і Лодомерії. Проживав у маєтку в Пороховій, пізніше у Гадинківцях біля Копичинець. У Бучацькій повітовій раді: довголітній член (1875-1884, 1892-1911 роки), віце-президент (у січні 1881-1883), член виділу (січень 1895-1906).
1906 року переказав планованій експозитурі в Пороховій (в частині села Городи) разом з повністю випосаженою мурованою плебанією, стодолою, стайнею, 2-ма городами площею 6 морґів, офірував 23000 корон для майбутнього католицького експозита як дотацію. Після 1906 року продав власний маєток у Пороховій
У 1905-1914 роках був членом повітової ради в Гусятині. З 1895 по 1914 роки був послом до Галицького Сейму (січень 1895-1901, 1901-1907 роки від округу № 30 Бучач — Монастириська, IV курія; січень 1908-1913 роки від округу Чортків, у 1913-1914 роках від курії великих власників повіту Чортків. Належав до групи автономістів (тобто подільських консерваторів). У сеймі був членом крайової комісії зі справ рільничих.
З 1877 року був членом, у 1887-1910 роках головою відділу Бучацько-чортківсько-заліщицького Галицького господарського товариства; у 1892-1910 роках був членом комітету цього товариства у Львові, у 1903-1909 роках одним з його віце-президентів. 1887-1907 років входив до складу окружного виділу Галицького товариства кредитового земського в Бучачі. Засідав кілька літ у спостережній раді Меліоративного банку у Львові, в раді Крайового союзу пожежних охоронців. 1893-1908 років був президентом повітової філії Товариства гуртків рільничих (пол. Towarzystwo Kólek Rolniczych) в Бучачі, у 1910-1913 роках в Гусятині, 1894 року став членом головного виділу цього товариства у Львові. 12 грудня 1898 року обраний його президентом (був до червня 1919 року, коли товариство об'єдналось разом з Краківським товариством рільничим). Під час його керівництва їхня кількість зросла від 868 у листопаді 1900 року до 1862 у 1913 році (кількість членів 40691 та 84952 відповідно).
Брав участь у багатьох з'їздах Товариства школи людової, допомагав його праці, за що 1910 року вписаний до почесних членів Товариства.
Був обраний з-поміж консерваторів членом Галицького сейму чотирьох каденцій протягом 1895-1914 рр.:
1. 7 каденція (1895-1901), як посол 4-ї курії 10-го округу м. Бучача[3]
2. 8 каденція (1901-1907) — як посол 4-ї курії в окрузі Бучач. Його опонентом був український радикал, господар з Нагірянки Іван Косарчин, що отримав 77 голосів на противагу Целецькому — 145 голосів;[4]
3. 9 каденція (1908-1913) — як посол 4-ї курії округу Чортків;
4. 10 каденція(1913-1914) як посол 1-ї курії округу Чортків. Під час останнього терміну він склав мандат у 1914 році.

Сприяв дуже заснуванню польської школи у Гадинківцях (1912 року, 1922 року подарував 4 морґи ґрунту). Поділив (розпарцелював) значну частину маєтку в Гадинківцях між польськими осадниками, в тій осаді було 1924 року утворено окрему ґміну «Заремба». 1929 року подарував Товариству школи людової «ґрунт» під будівництво Дому людового для цієї осади.
Помер 9 листопада 1930 року в Кракові.

### Відзнаки
Був нагороджений папським орденом святого Григорія Великого, командорським хрестом із зіркою ордена Франца Йосифа (1908) та командорським хрестом із зіркою ордена Відродження Польщі (2 травня 1923).

### Меценат
Фундатор збудованого у 1893 році в Пороховій дерев'яного костелика (як каплиця публічна на урвищі Скала, посвячена як «Різдва святого Яна Хрестителя», 9 на 7 метрів, з виокремленим захристям, накрита гонтою, розібрана 1930 року через поганий стан). 17 липня 1905 року переказав (подарував) земельну ділянку для будівництва плебанії в Пужниках, зобов'язався разом з мешканцями села надати дерево, готівку.